# Calgary Cup 1987
Calgary Cup v ledním hokeji se konal od 28. prosince 1986 – 3. ledna 1987. Turnaje se zúčastnila čtyři mužstva, která se utkala nejprve ve skupině jednokolově systémem každý s každým. Mužstva na prvním a druhém místě postoupila do finále a mužstva na třetíma a čtvrtém místě hrála o třetí místo.

## Výsledky a tabulka
|    |        | URS  | TCH  | USA  | CAN | V | R | P | Skóre | B |
| 1. | SSSR   | ***  | 4:0  | 10:1 | 4:1 | 3 | 0 | 0 | 18:2  | 6 |
| 2. | ČSSR   | 0:4  | ***  | 11:2 | 6:3 | 2 | 0 | 1 | 17:9  | 4 |
| 3. | USA    | 1:10 | 2:11 | ***  | 5:3 | 1 | 0 | 2 | 8:24  | 2 |
| 4. | Kanada | 1:4  | 3:6  | 3:5  | *** | 0 | 0 | 3 | 7:15  | 0 |

 Kanada -  USA 	3:5 (1:1, 2:3, 0:1)
27. prosince 1986 – Calgary

Branky Kanady: 2:33 Cliff Ronning, 20:19 Felix, 26:09 Joe Nieuwendyk.

Branky USA: 4:44 Brett Hull, 27:04 Brett Hull, 28:28 Scott Johnson, 37:22 Max Middendorf, 57:21 Pat Micheletti.

Rozhodčí: Don Gaudet - Derek Cowan, Bob Porter (CAN)

Vyloučení: 6:9 (využití 0:0)

Diváků: 13 715
 ČSSR -  SSSR 	0:4 (0:2, 0:1, 0:1)
28. prosince 1986 - Calgary

Branky a nahrávky SSSR: 3:17 Vjačeslav Fetisov (Vladimir Krutov, Sergej Makarov), 7:35 Andrej Chomutov (Vjačeslav Bykov, Anatolij Semjonov), 36:49 Michail Varnakov (Andrej Chomutov, Sergej Starikov), 42:44 Jurij Chmylev (Michail Tatarinov, Alexandr Semak).

Rozhodčí: Lance Roberts – Mike Swick, Gordon Lee (CAN)

Vyloučení: 6:10 (využití 0:1)

Diváků: 9 996
ČSSR: Dominik Hašek – Luděk Čajka, Miloslav Hořava, Mojmír Božík, Jaroslav Benák, Antonín Stavjaňa, Bedřich Ščerban – Otakar Janecký, Dušan Pašek, Jiří Šejba – David Volek, Jiří Hrdina, Jiří Doležal – Libor Dolana, Jiří Kučera, Petr Vlk – František Černý, Vladimír Růžička, Igor Liba.
SSSR: Jevgenij Bělošejkin – Alexej Kasatonov, Vjačeslav Fetisov, Alexej Gusarov, Igor Stělnov, Sergej Starikov, Michail Tatarinov, Vasilij Pěrvuchin – Sergej Makarov, Igor Larionov, Vladimir Krutov – Sergej Světlov, Anatolij Semjonov (41. Alexandr Semak), Valerij Kamenskij – Sergej Němčinov, Jurij Chmyljov, Sergej Prjachin – Andrej Chomutov, Vjačeslav Bykov, Michail Varnakov.
 ČSSR -  Kanada 	6:3 (3:1, 1:1, 2:1)
30. prosince 1986 - Calgary

Branky a nahrávky Československa: 9:51 Petr Vlk (Bedřich Ščerban, Libor Dolana), 12:27 Luděk Čajka, 18:58 František Černý (Dušan Pašek), 25:16 František Černý (Jiří Šejba, Dušan Pašek), 53:00 David Volek (Jiří Doležal), 59:57 David Volek.

Branky a nahrávky Kanady: 10:31 Gordon Sherven, 39:41 Ken Berry, 54:50 Joe Nieuwendyk.

Rozhodčí: Jean-Pierre Desaulniers – Greg Hilker, Roger Castle (CAN)

Vyloučení: 2:3 (využití 0:0)

Diváků: 13 240
ČSSR: Dominik Hašek – Luděk Čajka, Miloslav Hořava, Mojmír Božík, Jaroslav Benák, Antonín Stavjaňa, Bedřich Ščerban – Dušan Pašek, Jiří Šejba, František Černý – David Volek, Jiří Hrdina, Jiří Doležal – Libor Dolana, Jiří Kučera, Petr Vlk – Otakar Janecký (Oldřich Válek), Vladimír Růžička, Igor Liba.
Kanada: Sean Burke – Trent Yawney, Zarley Zalapski, Larry Trader, Toni Stiles, Dave Reierson, Chris Felix – Wally Schreiber, Benoit Doucet, Fabian Joseph – Gordon Sherven, Mike Stapleton, Ken Berry – Don McLaren, Claude Vilgrain, Vaughn Karpan – Marc Habscheid, Cliff Ronning, Joe Nieuwendyk.
 SSSR –  USA 	10:1 (3:0, 5:1, 2:0)
30. prosince 1986 - Calgary

Branky SSSR: 7:30 Jurij Chmyljov, 10:20 Valerij Kamenskij, 12:58 Vladimir Krutov, 21:43 Sergej Světlov, 22:54 Sergej Prjachin, 26:24 Jurij Chmyljov, 27:35 Sergej Makarov, 37:24 Vjačeslav Fetisov, 48:51 Valerij Kamenskij, 56:07 Andrej Chomutov. 

Branky USA: 25:27 Mike Mersch.

Rozhodčí: Don Gaudet - Mike Swick, Roger Castle (CAN)

Vyloučení: 15:11

Diváků: 10 777
SSSR: Jevgenij Bělošejkin (41. Sergej Mylnikov) – Alexej Kasatonov, Vjačeslav Fetisov, Michail Tatarinov, Vasilij Pěrvuchin, Igor Stělnov, Sergej Starikov, Alexej Gusarov – Sergej Makarov, Igor Larionov, Vladimir Krutov – Sergej Světlov, Anatolij Semjonov, Valerij Kamenskij – Sergej Němčinov, Jurij Chmyljov, Sergej Prjachin – Andrej Chomutov, Vjačeslav Bykov, Michail Varnakov - Alexandr Semak.
 SSSR –  Kanada 	4:1 (1:0, 0:1, 3:0)
31. prosince 1986 - Calgary

Branky SSSR: 16:46 Valerij Kamenskij, 44:11 Sergej Makarov, 48:16 Anatolij Semjonov, 59:48 Igor Larionov.

Branky Kanady: 30:51 Claude Vilgrain.

Rozhodčí: Jean-Pierre Desaulniers - Derek Cowan, Gordon Lee (CAN)

Vyloučení: 8:6 (využití 0:0) navíc Alexandr Semak a Ken Berry na 5 min.

Diváků: 16 257
SSSR: Jevgenij Bělošejkin – Alexej Kasatonov, Vjačeslav Fetisov, Michail Tatarinov, Vasilij Pěrvuchin, Igor Stělnov, Sergej Starikov, Igor Jevdokimov, Alexej Gusarov – Sergej Makarov, Igor Larionov, Alexandr Semak - Sergej Světlov, Anatolij Semjonov, Valerij Kamenskij – Sergej Charin, Vjačeslav Bykov, Andrej Chomutov - Sergej Němčinov, Jurij Chmyljov, Sergej Prjachin.
 ČSSR -  USA 	11:2 (4:1, 5:0, 2:1)
1. ledna 1987 - Calgary

Branky a nahrávky Československa: 5:46 Jiří Hrdina, 12:24 Jiří Doležal (Jiří Hrdina), 17:04 Antonín Stavjaňa (Miloslav Hořava, Oldřich Válek), 19:15 Oldřich Válek (Igor Liba, Vladimír Růžička), 21:06 Jiří Hrdina (Mojmír Božík), 23:02 Libor Dolana (Jiří Kučera, Petr Vlk), 35:40 Petr Vlk (Jiří Kučera, Libor Dolana), 36:25 Jiří Šejba (Dušan Pašek), 37:13 David Volek (Jiří Doležal, Jiří Hrdina), 45:14 Dušan Pašek (Jaroslav Benák), 59:47 Jiří Hrdina.

Branky a nahrávky USA: 18:16 Ernie Vargas (Max Middennorf), 44:15 Ernie Vargas.

Rozhodčí: Lance Roberts – Bob Porter, Greg Hilker (CAN)

Vyloučení: 8:7 (využití 1:0) navíc Peter Taglianetti na 5. min. a do konce utkání.

Diváků: 11 988
ČSSR: Dominik Hašek – Luděk Čajka, Miloslav Hořava (41. Stanislav Mečiar), Mojmír Božík, Jaroslav Benák, Antonín Stavjaňa, Bedřich Ščerban – Dušan Pašek, Jiří Šejba, František Černý – David Volek, Jiří Hrdina, Jiří Doležal – Libor Dolana, Jiří Kučera, Petr Vlk – Oldřich Válek, Vladimír Růžička, Otakar Janecký.
USA: Cleon Daskalakis – Richie Dunn, Peter Sawkins, Mike Mersch, Dominik Campedelli, Shawn Cronin, Peter Taglianetti – Pat Micheletti, Brett Hull, Alfie Turcotte – Todd Channell, Mike Donnelly, Jeff Rohlicek – Chris Cichocki, Max Middennorf, Scott Johnson – Dan Dorion, Kurt Kalweit, Ernie Vargas.

### Finále
ČSSR -  SSSR 	3:2 (2:0, 1:0, 0:2)
3. ledna 1987 - Calgary

Branky a nahrávky Československa: 3:04 František Černý (Dušan Pašek, Mojmír Božík), 8:16 Vladimír Růžička (Luděk Čajka, Jiří Hrdina), 30:24 Dušan Pašek (Antonín Stavjaňa, Jiří Šejba).

Branky a nahrávky SSSR: 54:18 Sergej Světlov (Alexej Gusarov, Valerij Kamenskij), 59:36 Andrej Chomutov (Vjačeslav Bykov, Sergej Starikov).

Rozhodčí: Don Gaudet – Derek Cowan, Bob Porter (CAN)

Vyloučení: 9:6 (využití 2:0)

Diváků: 16 343
ČSSR: Dominik Hašek – Luděk Čajka, Miloslav Hořava, Mojmír Božík, Jaroslav Benák, Antonín Stavjaňa, Bedřich Ščerban – Libor Dolana, Jiří Kučera, Petr Vlk – David Volek, Jiří Hrdina, Jiří Doležal – Dušan Pašek, Jiří Šejba, František Černý – Otakar Janecký, Vladimír Růžička, Igor Liba..
SSSR: Jevgenij Bělošejkin – Alexej Kasatonov, Vjačeslav Fetisov, Michail Tatarinov, Vasilij Pěrvuchin, Sergej Starikov, Igor Stělnov, Alexej Gusarov – Sergej Makarov, Igor Larionov, Vladimir Krutov – Sergej Světlov, Anatolij Semjonov, Sergej Jašin – Andrej Chomutov, Vjačeslav Bykov, Michail Varnakov – Sergej Prjachin, Jurij Chmyljov, Valerij Kamenskij.

### O 3. místo
Kanada –  USA 	6:1 (1:0, 3:1, 2:0)
3. ledna 1987 - Calgary

Branky Kanady: 14:27 Cliff Ronning, 21:48 Zarley Zalapski, 27:36 Toni Stiles, 28:19 Wally Schreiber, 48:29 Marc Habscheid, 56:16 Marc Habscheid.

Branky USA: 35:26 Alfie Turcotte.

Rozhodčí: Lance Roberts - Gordon Lee, Mike Swick (CAN)

Vyloučení: 8:10 z toho Ernie Vargas a Bourgue na 5 minut.

Diváků: 12 519